# Entedon
Entedon – rodzaj błonkówek z rodziny wiechońkowatych i podrodziny Entedoninae.
Takson ten opisany został w 1820 roku przez Johana Wilhelma Dalmana.
Wiechońkowate o stosunkowo dużym, silnie siateczkowanym ciele. Czoło z poprzecznym rowkiem V-kształtnym lub bez takiego rowka. Rowki na twarzy silnie zredukowane lub całkiem nieobecne. Na środkowym płacie mesoscutum dwie pary drobnych szczecinek. Scutellum bardzo duże i wyposażone w parę drobnych szczecin. Skrzydła z bardzo krótkimi, podobnej długości żyłkami: stygmalną i postmarginalną. Na pozatułowiu występuje pojedyncze, wąskie żeberko położone we wklęśniętym kanaliku. Brak plicae. Stylik samic jest szerszy niż dłuższy lub prawie kwadratowy, zaś u samców jego długość może wyraźnie przekraczać szerokość.
Gatunki z tego rodzaju to pasożyty owadów z takich rodzin jak ryjkowcowate, pędrusiowate, kózkowate, stonkowate, kornikowate, miernikowcowate, bielinkowate, pawicowate, pryszczarkowate i miniarkowate. Same zaś padają ofiarą pasożytniczych złotolitek Brachymeria intermedia i Brachymeria tibialis.
Rodzaj kosmopolityczny.
Do rodzaju tego należy 168 gatunków:
- Entedon abdera Walker, 1839
- Entedon adjunctus Förster, 1861
- Entedon aequilongus Ratzeburg, 1852
- Entedon aereiscapus (Girault, 1927)
- Entedon aestivalis Erdös, 1966
- Entedon albicrus Erdös, 1944
- Entedon albifemur Kamijo, 1988
- Entedon albigenu (Dodd, 1915)
- Entedon albiscapus Askew, 1991
- Entedon albiziarum Rasplus, 1990
- Entedon alveolatus Gumovsky, 1996
- Entedon amadocus Walker, 1848
- Entedon amethysteus Gumovsky, 1996
- Entedon angorensis Gumovsky, 1999
- Entedon anthonomi Schauff, 1988
- Entedon apionidis Ferrière, 1938
- Entedon apionis Erdös, 1951
- Entedon armigerae Graham, 1971
- Entedon arrabonicus Erdös, 1954
- Entedon ashmeadi Schauff, 1988
- Entedon atrocyanea (Silvestri, 1914)
- Entedon auratus (Masi, 1924)
- Entedon australiansis (Girault, 1913)
- Entedon australiensis (Girault, 1927)
- Entedon axia Walker, 1848
- Entedon betulae Yang, 1996
- Entedon bicolor Dalman, 1820
- Entedon bigeloviae Ashmead, 1894
- Entedon biroi Erdös, 1944
- Entedon bouceki Rasplus, 1990
- Entedon broussonetiae Yang, 1996
- Entedon bruchivorus Rasplus, 1990
- Entedon calcicola Graham, 1971
- Entedon calvescentitus Szelényi, 1977
- Entedon canaliculatus (Förster, 1841)
- Entedon cardui Askew, 2001
- Entedon caudatus Ratzeburg, 1848
- Entedon cavicornis Ratzeburg, 1852
- Entedon chalybaeus Ratzeburg, 1852
- Entedon charino Walker, 1839
- Entedon cioni Thomson, 1878
- Entedon cionobius Thomson, 1878
- Entedon columbianus Ashmead, 1888
- Entedon confinis Ratzeburg, 1848
- Entedon connexus Ratzeburg, 1852
- Entedon coponices Goureau, 1851
- Entedon coquillettii Riley, 1889
- Entedon costalis Dalman, 1820
- Entedon crassiscapus Erdös, 1944
- Entedon cyanellus Dalman, 1820
- Entedon danielssoni Gumovsky, 1997
- Entedon darleneae Schauff, 1988
- Entedon daurises Walker, 1842
- Entedon delvarei Rasplus, 1990
- Entedon diabolus Rasplus, 1990
- Entedon diotimus Walker, 1839
- Entedon ductus Szelényi, 1977
- Entedon epicharis Huang, 1991
- Entedon ergias Walker, 1839
- Entedon ernobii Schauff, 1988
- Entedon erythrinae Gumovsky & Ramadan, 2011
- Entedon excelsus (Girault, 1913)
- Entedon fufius Walker, 1846
- Entedon fursovi Gumovsky, 1996
- Entedon fuscitarsis Thomson, 1878
- Entedon genei Schauff, 1988
- Entedon genu (Girault, 1913)
- Entedon glabrio Walker, 1846
- Entedon gracilior Graham, 1971
- Entedon gunturensis (Shafee & Rizvi, 1985)
- Entedon halli Gumovsky, 1997
- Entedon hercyna Walker, 1839
- Entedon hestia (Walker, 1839)
- Entedon heyeri (Ratzeburg, 1848)
- Entedon hylotomarum (Ratzeburg, 1844)
- Entedon inconspicuus Ratzeburg, 1852
- Entedon incultus Askew, 1991
- Entedon intumescens Szelényi, 1977
- Entedon isander Walker, 1848
- Entedon jozsefi Gumovsky, 1999
- Entedon juniperi Askew, 2009
- Entedon kerteszi Erdös, 1944
- Entedon lanceolatus Erdös, 1944
- Entedon laticeps (Dodd, 1917)
- Entedon leucocnemis Erdös, 1944
- Entedon leucopus Dalman, 1820
- Entedon levadae Gumovsky, 1999
- Entedon longicorpus (Khan & Shafee, 1983)
- Entedon longiventris Ratzeburg, 1848
- Entedon longus Boucek, 1968
- Entedon lucasi Gumovsky, 2007
- Entedon luteipes Ratzeburg, 1848
- Entedon magnificus (Girault & Dodd, 1913)
- Entedon magnus Crawford, 1915
- Entedon manilensis Crawford, 1915
- Entedon marci Askew, 1992
- Entedon marginalis Askew, 2001
- Entedon marusiki Gumovsky, 1999
- Entedon mera Walker, 1839
- Entedon metatarsalis Thomson, 1878
- Entedon methion Walker, 1839
- Entedon nearcticus Özdikmen, 2011
- Entedon neotibialis Özdikmen, 2011
- Entedon nigrini Boucek, 1974
- Entedon nomizonis Kamijo, 1988
- Entedon occidentalis Girault, 1916
- Entedon ocyalus Walker, 1839
- Entedon omnivorus Rasplus, 1990
- Entedon oxys Askew, 1991
- Entedon pallicrus Erdös, 1944
- Entedon pannonicus Erdös, 1944
- Entedon parvicalcar Thomson, 1878
- Entedon pecki Schauff, 1988
- Entedon pempheridis Ferrière, 1939
- Entedon perturbatus Walker, 1862
- Entedon pharnus Walker, 1839
- Entedon philiscus Walker, 1851
- Entedon pinetorum Ratzeburg, 1852
- Entedon pini Yang, 1996
- Entedon procerus Schauff, 1988
- Entedon procioni Erdös, 1944
- Entedon pseudonigritarsis Erdös, 1944
- Entedon pterocarpi Rasplus, 1990
- Entedon pumilae Yang, 1996
- Entedon punctiscapus Thomson, 1878
- Entedon reticulatus Erdös, 1944
- Entedon rex (Girault, 1929)
- Entedon robustus (Crawford, 1907)
- Entedon rumicis Graham, 1971
- Entedon scapus Efremova & Kriskovich, 1995
- Entedon secundarius (Masi, 1929)
- Entedon secundus (Girault, 1913)
- Entedon senegalensis Rasplus, 1990
- Entedon setifrons Askew, 1991
- Entedon sparetus Walker, 1839
- Entedon squamosus Thomson, 1878
- Entedon stennos Walker, 1848
- Entedon stephanopachi Heqvist, 1959
- Entedon subfumatus Erdös, 1944
- Entedon syleptae Benoit, 1949
- Entedon sylvestris Szelényi, 1981
- Entedon tachypterelli Gahan, 1931
- Entedon teedoe Schauff, 1988
- Entedon tenuitarsis Thomson, 1878
- Entedon thestius (Walker, 1839)
- Entedon thomsonianus Erdös, 1944
- Entedon thonis Walker, 1839
- Entedon thoubalensis (Chishti & Shafee, 1988)
- Entedon tibialis (Nees, 1834)
- Entedon tobiasi Gumovsky, 2003
- Entedon transparens Ratzeburg, 1848
- Entedon triangulatus Szelényi, 1977
- Entedon tumiditempli Yang, 1996
- Entedon ukrainicus Gumovsky, 1999
- Entedon ulicis (Perris, 1840)
- Entedon ulmi Erdös, 1954
- Entedon unicostatus Ratzeburg, 1848
- Entedon vaginulae Ratzeburg, 1852
- Entedon victoriensis (Girault, 1928)
- Entedon viridis (Silvestri, 1914)
- Entedon vuattouxi Rasplus, 1990
- Entedon washingtoni Girault, 1917
- Entedon wilsonii Yang, 1996
- Entedon xanthostoma (Ratzeburg, 1844)
- Entedon yichunicus Yang, 1996
- Entedon zairensis Rasplus, 1990
- Entedon zanara Walker, 1839
- Entedon zerovae Gumovsky, 1995